# Gargara doenitzi
Gargara doenitzi är en insektsart som beskrevs av Matsumura 1912. Gargara doenitzi ingår i släktet Gargara och familjen hornstritar. Inga underarter finns listade i Catalogue of Life.